# Keljbadžar
Keljbadžar (armenski: Քարվաճառ; aze. Kəlbəcər) je središte Keljbadžarskog rajona u Azerbajdžanu.

## Povijest

### Prvi rat u Gorskom Karabahu
Grad je bio pod vlašću Gorskog Karbaha nakon što su ga zauzele armenske snage u Bitci za Keljbadžar, pred kraj Rata u Gorskom Karabahu. Armenske i karabaške snage zauzele su Keljbadžar zbog njegove strateškog značaja, između nekadašnje Gorskokarabaške autonomne oblasti i Armenije. Zauzimanje Keljbadžara osudilo je Vijeće sigurnosti UN-a 30. travnja 1993.
Tijekom armenske vlasti, grad je bio upravno središte Šahumjanske regije u Gorskom Karabahu.

## Drugi rat u Gorskom Karabahu (2020.)
Naselje je 2020., u Drugom ratu u Gorskom Karabahuu, vraćeno pod nadzor Azerbajdžana.

## Zemljopis
U Keljbadžaru se nalazi 13 jezera u okolnim brdima i planinama. Najduža rijeka je Tartarčaj, a njezini pritoci su rijeke Tuthun, Lev, Zajlik, Alolar, Garaharhaj. Pored toga u Keljbadžaru se nalazi 20 poznatijih slapova.
Između 70% i 80% područja Keljbadžara čine planine, te svaka od njih nosi zaseban naziv. Kako je prometnost u gorskom području ograničena, lokalno pučanstvo područje Karvačara podijelilo je u nekoliko zona.
- Gornja zona - područje od središta prema zapadu;
- Zona Ajrim - sjeverozapad;
- Zona Gamišli-Lev - sjeveroistok;
- Zona Tutgu - područje između Zulfugarlija i Basilbela;
- Zona Sarsang SES - šume prema istoku;
- Zona Dalidah-Sarijer-Kejti - isključivo područje brda i planina.